# Іхтіандр
Іхтіандр (грец. ἰχθυ, ikhthy + ἀνδρο, andro — «риболюдина») — вигаданий персонаж науково-фантастичного роману А. Бєляєва «Людина-амфібія», а також знятих за цим романом фільмів. Людина, що володіє здатністю вільно перебувати та переміщатися під водою.

## Походження
Згідно з книгою, Іхтіандр — в минулому індіанський хлопчик із племені араукана, якому для порятунку життя аргентинський хірург Сальватор пересаджує зябра молодої акули. За легендою проживає в водоймі.

## Зовнішність
Згідно з книгою він стрункий, гарний юнак, з правильним овалом обличчя, прямим носом, тонкими губами і великими очима. Має родиму пляму на плечі або шиї. Має зябра — круглі отвори по десять сантиметрів в діаметрі, розташовані під лопатками і закриті п'ятьма тонкими смужками.

## Здібності та знання
Має як зябра, так і легені, може дихати під водою. Чує і вловлює коливання у воді, завдяки чому може уникнути небезпеки, наприклад, нападу акули.
Через умови свого існування, а також виховання з боку доктора Сальватора, має обмежені знання. Досить добре знає географію, відомі океани, моря, найголовніші річки, має базові знання з астрономії, навігації, фізики, ботаніки, зоології; дещо про раси, історію народів. Разом з тим, про політику та економіку знає не більше п'ятирічної дитини. Також не орієнтується в датах (рік, місяць чи день тижня), через що його визнали недієздатним. Знає іспанську та англійську мови. Вміє робити штучне дихання. Приручив дельфіна.

## Характеристика
За характером Іхтіандр сором'язливий. Не дурний, дотепний. Попри схожість з великою дитиною, йому властиве загострене почуття справедливості. Атеїст.

## Спорядження

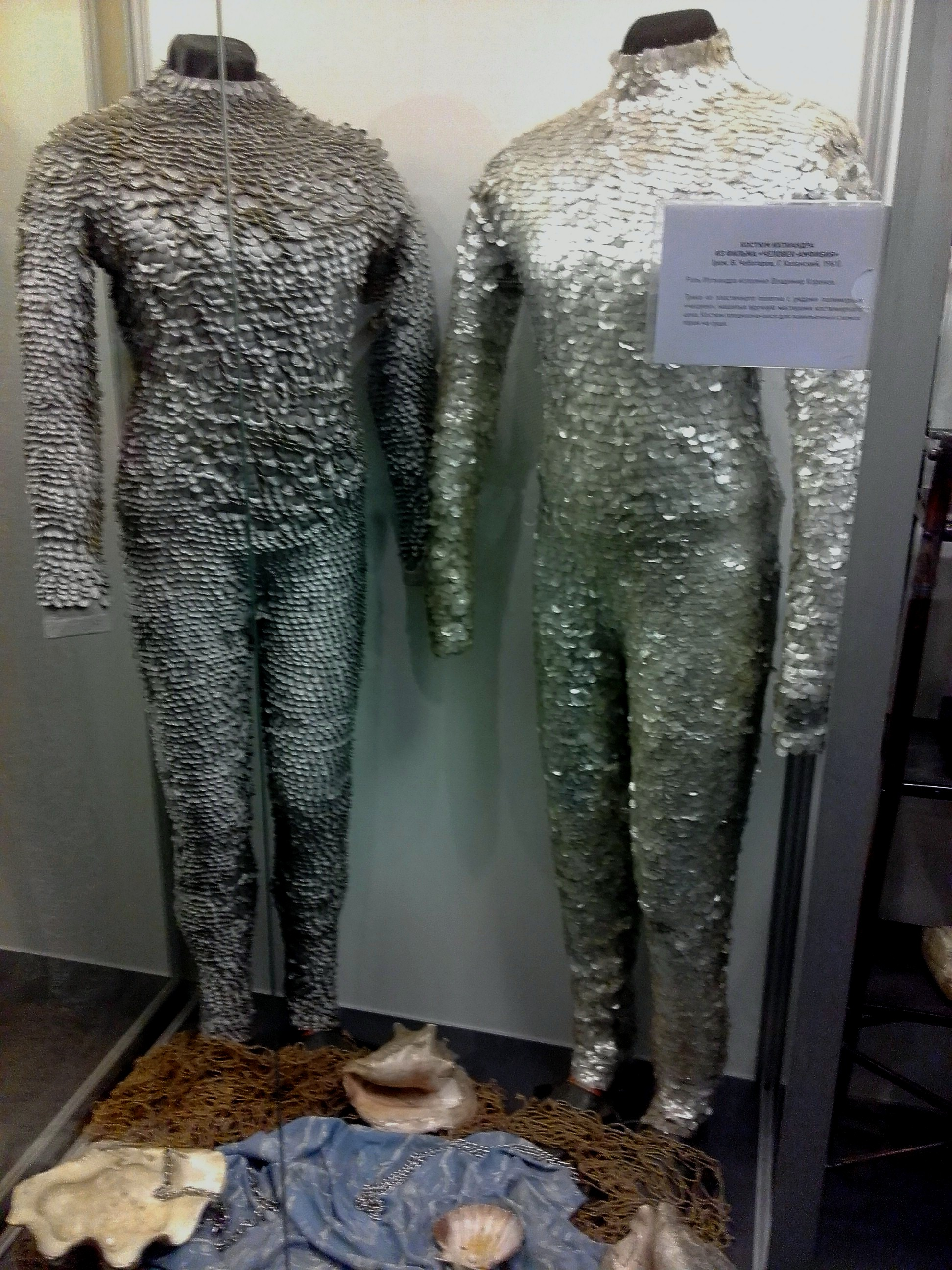
Костюм Іхтіандра з фільму «Людина-амфібія». Експонати кіностудії «Ленфільм» (Санкт-Петербург)

Оскільки Іхтіандр подовгу перебуває в океані, доктор Сальватор створив для нього спеціальне спорядження: лускатий костюм із гнучкої та міцної речовини, який не затримує дихання зябер і надійно захищає від зубів акули або гострого ножа. Окуляри з особливим склом з важкого флінтгласу, показник заломлення яких дорівнює майже двом, що дозволяло Іхтіандру краще бачити під водою. Рукавички із зеленої гуми з подовженими суглобовими тростинками, вмонтованими в гуму, і забезпечені перетинками. Для ніг ці пальці було подовжено ще більше, що дозволяло швидко плавати як жаба. Іхтіандр був озброєний ножем.

## Продовження
За свідченням друзів і знайомих Бєляєва, він не любив писати продовження своїх творів: «…коли роман написано, герої його мене більше цікавлять…». Однак Іхтіандр був його улюбленим героєм. Бєляєв розповідав продовження історії про Іхтіандра своїм друзям і знайомим, проте продовження роману так і не вийшло. Пізніше письменник Олександр Климай написав два романи — «Іхтіандр» та «Морський диявол», про подальші пригоди Людини-амфібії.

## У фільмах
- 1961 — Людина-амфібія — у ролі ІхтіандраВолодимир Коренєв (озвучив Юрій Родіонов)
- 2004 — Людина-амфібія. Морський Диявол, серіал за мотивами роману «Людина-амфібія»
- 2015 — Людина-амфібія, фільм Сергія Бодрова
- 2015 — Остання людина Атлантиди, мультфільм Олександра Атанесяна[ru], що поєднує сюжети романів Людина-амфібія та Остання людина з Атлантиди.[15][16] Іхтіандр — принц атлантів, який пережив катаклізм, що знищив Атлантиду.

## Вплив
- Донецький водолазний клуб було названо на честь героя Бєляєва. Заслугою клубу є проєкт створення першого в СРСР підводного будинку Іхтіандр-66[ru].
- Daphnella ichthyandri[17] — морський равлик, названий на честь Іхтіандра.
- Chlorophthalmus ichthyandri[18] — морська риба, названа на честь Іхтіандра.
- Термін «іхтіандр» застосовують як синонім акванавта.

## Архетип людини-амфібії в міфології
Образ людини-амфібії в різних міфологіях був віддзеркаленням мрії про можливості людини в однаковій мірі вільно перебувати та переміщатися під водою і на суші. Вода завжди була недоступним і таємничим місцем для людини. Почасти у зв'язку з її недоступністю, в пізнішій міфології з водою були пов'язані темні й негативні, тіньові сили, що знайшли відображення в міфах про утоплеників, морських чортів і водяних (приказка: у тихому болоті чорти водяться). Мокре і сире, в китайській міфології, виражалося у вигляді темної та жіночної сили їнь (жіночний і чарівний образ сирени, русалки).
Глибина води також викликала підсвідомий страх перед невідомим, яке одночасно вабило і відлякувало своїми захопливими можливостями (наявністю скарбів, скарбів на дні моря, але одночасно наявністю диявольських істот і драконів).
Нижче представлені жителі водних просторів, часто подаються у вигляді напівлюдини-напівриби або людини-напівжаби в різних міфологіях світу.
- «Жителі моря» в арабській міфології та в казках Шахерезади.
- Русалки в слов'янській і західноєвропейської міфології.
- Тритони і сирени у давньогрецькій міфології.
- Шелки — люди-тюлені в кельтській міфології.

## Архетип людини-амфібії в популярній культурі
Образ людини-амфібії або людини-риби популяризувати й знайшов відображення в сучасних явищах культури:
- Глибоководні — істоти, почасти жаби, риби та люди, жителі моря з розповідей Г. Лавкрафта, а також у багатьох рольових іграх, натхненні даними розповідями.
- Gillman («зябролюдина») — персонаж фільму «Тварина з Чорної Лагуни».
- Морські ельфи — в рольових іграх та творах фентезі.
- Іхтіосапіенс — людина із зябрами, мутант, головний герой у фільмі «Водний світ».
- Образ русалки обіграний у безлічі творів літератури та кіно.
- В одному з випусків гумористичної передачі «Городок» є пародійна сцена, названа «Людина-амфібія 30 років потому».
- Аквамен і Немор — персонажі коміксів.
- Гідрокомбісти — люди, що володіють здатністю споживати кисень з води, в повісті «Акванавт» і однойменному фільмі.
- Ейб Сапієн — підводна людина, герой коміксів і фільмів про Хеллбоя.
- Іхтіандр згадується в назві книги Дар'ї Донцової.